# Yeo Min-ji
Yeo Min-ji, född den 27 april 1993, är en sydkoreansk fotbollsspelare. Hon utsågs till turneringens bäste spelare och vann skytteligan när Sydkorea vann U17-världsmästerskapet i fotboll för damer 2010. Yeo Min-ji var med i Sydkoreas lag under VM i Frankrike 2019 och gjorde mål i matchen mot Norge.